# Erebia gorge
Erebia gorge es un lepidóptero ropalócero de la familia Nymphalidae. Dispersa por varias sierras del sur de Europa. En la península ibérica se encuentra a la cordillera Cantábrica y Pirineo, representada por la subespecie ramondi. Se cree extinguida en Ucrania. En general, se trata de una especie en declive.

## Hábitat
Afloramientos rocosos, pedregales, en terreno calcáreo y morrenas. La oruga se alimenta de Poa minor, Poa alpina, Sesleria varía, Festuca alpina, Poa annua, Poa pratensis y Lolium.

## Período de vuelo e hibernación
Una generación de finales de junio hasta finales de agosto, según la altitud y la localidad. El desarrollo de las larvas dura una o dos temporadas (hiberna en este estadio).